# Willy Jobard
Pour les personnes ayant le même patronyme, voir Jobard.
 (juin 2012).
Si vous disposez d'ouvrages ou d'articles de référence ou si vous connaissez des sites web de qualité traitant du thème abordé ici, merci de compléter l'article en donnant les références utiles à sa vérifiabilité et en les liant à la section « Notes et références ».
Willy Jobard, né le 20 février 1971, est un pilote moto français spécialisé dans le rallye-raid.
17 participations au  Rallye Dakar, devenu "Dakar Legend " en 2009, vainqueur de la catégorie 500 au   Dakar 2001 et vainqueur de l'Africa Race 2011.
Willy Jobard est le premier pilote moto à gagner un rallye avec une moto hybride (Africa Race 2011). Cette moto en test sur plusieurs rallyes (Dakar 2010, Rallye de Tunisie 2010) a prouvé qu'il était possible de rouler en polluant moins.[réf. nécessaire] Nouvelle expérience au Dakar Rally 2024, Willy Jobard boucle le rally avec une moto 100% électrique et fini sur le podium avec la marque ARCTIC LEOPARD.  

## Système hybride
Le système d’injection d’eau sous pression réduit la consommation de carburant et marque une baisse significative de la pollution. Le système utilise la chaleur du pot d’échappement pour fonctionner ainsi que l’aspiration naturelle du moteur. De l'eau contenue dans une réserve est envoyée sous pression dans un réacteur accolé au pot d'échappement, la chaleur augmente jusqu'à 400 °C et génère un gaz de synthèse envoyé par dépression au carburateur. Ce système ne génère aucune surconsommation pour être actif.[réf. nécessaire]

## Protection de l'environnement
- Diminution de la consommation d’essence de 10 à 20 %[réf. nécessaire]
- Diminution de la pollution - 52 %[réf. nécessaire]

## Meilleur palmarès
- 2024 3e Dakar Rally  class electric
- 2014 : 2e Africa Race class hybrid
- 2011 : 1er Africa Race[1]
- 2010 : 1er 450 Rallye de Tunisie
- 2009 : 4e 450 Rallye Dakar
- 2008 : 4e 450 Rallye transorientale
- 2006 : 3e marathon Rallye du Maroc
- 2002 : 1er 500 Rallye du Maroc
- 2001 : 1er 500 Rallye du Maroc
- 2001 : 1er 500 Rallye Dakar

## Rallye-raid
En 2014, après douze Dakar, Willy Jobard est contacté par Zongshen, 3e fabricant de moto en Chine, avec pour projet de construire une moto pour participer au Dakar 2017. Zongshen engagera cinq motos pour le Dakar 2017 : trois pilotes chinois et deux pilotes français, Willy Jobard et Thierry Béthys, triple vainqueur de l'enduro du Touquet.
En 2018, nouveau tournant avec une nouvelle marque : Bosuer Motorcycle, premier constructeur de moto tout-terrain en Chine, contacte Willy Jobard pour développer une activité rallye. Willy Jobard est le pilote officiel de Bosuer pour le Dakar 2019 et le Dakar 2020, au guidon de la 450 Rally.
En 2021, Willy Jobard participe au Dakar Rally avec une moto hybride Hydrogène. Un réacteur Hydrogène monté sur la moto, permets de créer de l'hydrogène par électrolyse.
En 2022, Willy Jobard est contacté par un constructeur asiatique de moto électrique, dont la volonté est d'engager pour la première fois en rally raid une moto 100% électrique. Le développement de la moto électrique est programmé pour 2023 Le choix se portera sur le DAKAR Rally 2024. Podium de la "electric class" au Dakar 2024.  